# Corophium bonnellii
Corophium bonnellii är en kräftdjursart som beskrevs av H. Milne-Edwards. I den svenska databasen Dyntaxa används istället namnet Crassicorophium bonnellii. Enligt Catalogue of Life ingår Corophium bonnellii i släktet Corophium och familjen Corophiidae, men enligt Dyntaxa är tillhörigheten istället släktet Crassicorophium och familjen Corophidae. Arten är reproducerande i Sverige. Inga underarter finns listade i Catalogue of Life.